# Ulf Lundsbye
Ulf Richard Michael Lundsbye, född 30 maj 1951, svensk kompositör. Medlem av STIM, Sveriges Tonsättares Internationella Musikbyrå, sedan 1987. Var tidigare sångare och gitarrist i det svenska kultbandet Mr. President (namnet "övertogs" senare av en tysk discogrupp).

## Diskografi

### Singlar (Mr. President)
- 1987 - I'm Going Into It
- 1987 - The Note